# 核定 (中華民國法律)
核定為中華民國法律用詞，意指上級政府或主管機關，對於下級政府或機關所陳報之事項（包含隸屬該事項的財務計畫及相關計畫等）加以審查，並作成決定，以完成該事項之法定效力。核定在行政程序法第92條第1項的解釋為「行政處分」。
在實務上，核定核定經常與核備相混淆，司法院曾探討此議題，並做出議決指出：報請案件文件齊全者，經主管機關核備時，僅係對資料作形式審查後，所為知悉送件之人民團體選任職員簡歷事項之觀念通知，未直接引起法律效果，而非意思表示性質之行政處分。
核定與備查兩者在理論上，核定屬於「事前監督」，備查為「事後監督」：差異之處為：舉凡任何需要核定的計畫，則該計畫須俟核定的權責機關（自治監督機關或所屬之上級機關）「核定」後，方具備法律效力；至於需備查者，其所屬之權責機關（下級政府或地方政府）需俟該者跑完所有法定流程後，始具備法律效力，除非該者有違上位法律規範。而上級政府或自治監督機關在該者具備法律效力後對該者所屬權責機關的作為(諸如勸告、建議、指導等意見)，不會改變該者具備法律效力的事實。

## 文獻來源
1. ↑  . 全國法規資料庫入口網站. 2016-11-09  [2018-10-17]. （原始内容存档于2018-01-04） （中文）.
2. ↑  . 全國法規資料庫入口網站. 2016-11-09  [2018-10-17]. （原始内容存档于2017-12-05） （中文）.
3. ↑  YING-CHEN：Yaokun. . 公務人力發展學院. 2008-02-01  [2018-10-17]. （原始内容存档于2018-04-10） （中文）.
4. ↑   (PDF). 司法院公報. 2016-04, 58 (4)  [2018-10-17]. （原始内容存档 (PDF)于2018-10-17）.
5. ↑  . 臺灣法律網.   [2018-10-17]. （原始内容存档于2019-06-04）.